# Dan Irimiciuc
Dan Irimiciuc, född den 9 maj 1949 i Iași, Rumänien, är en rumänsk fäktare som tog OS-brons i herrarnas lagtävling i sabel i samband med de olympiska fäktningstävlingarna 1976 i Montréal.